# Hessea pulcherrima
Hessea pulcherrima là một loài thực vật có hoa trong họ Măng tây. Loài này được (D.Müll.-Doblies & U.Müll.-Doblies) Snijman mô tả khoa học đầu tiên năm 1994.